# Ганчвор
Монастырь Ганчвор (арм. Գանչվոր վանք) — монастырь Армянской Апостольской церкви в городе Фамагуста.

## История
Монастырь находится в северо-западной части Фамагусты, рядом с церковью Пресвятой Девы Марии с горы Кармель. Этот храм, выполняющий роль крепости, был построен в 1346 году армянскими беженцами из Киликии. Монастырь выполнен в стиле армянской архитектуры того времени с греко-киприотскими элементами.
Начиная с 1571 года монастырь не использовался. В 1907 году Департамент древностей отреставрировал его, а в 1936 году храм вернули Армянской Апостольской церкви. В 1945 году его переосвятил архиепископ Гевонд Чебеян, но уже в 1957 году храм был сожжён турками-киприотами. После событий 1963—1964 годов храм и прилежащие территории перешли в руки экстремистски настроенных турок-киприотов, а уж в августе 1974 года - к турецким военным. С этого времени доступ к храму был запрещён, так как здесь располагалась военная зона, пока в 2003 году этот запрет частично не сняли.

## Галерея

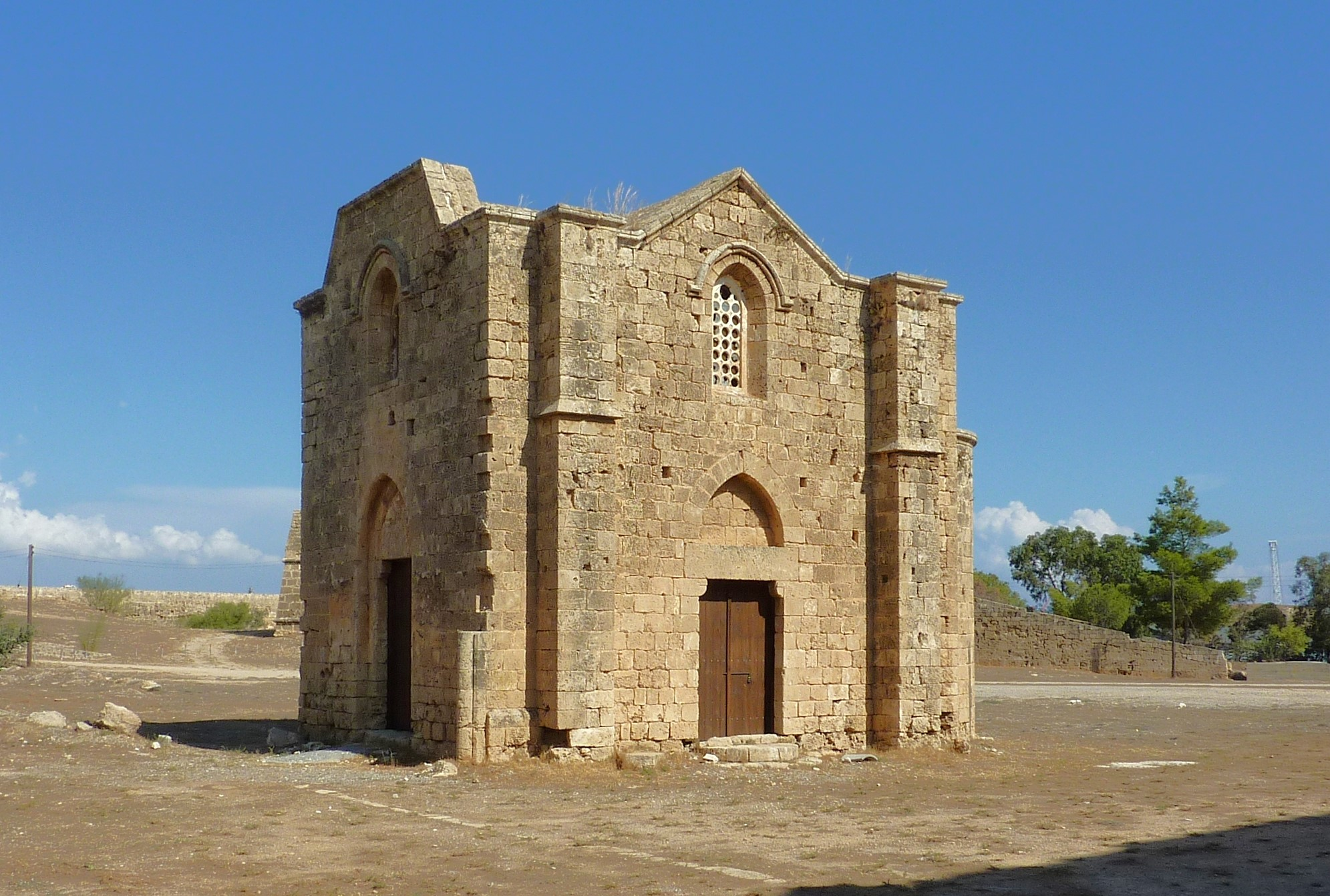
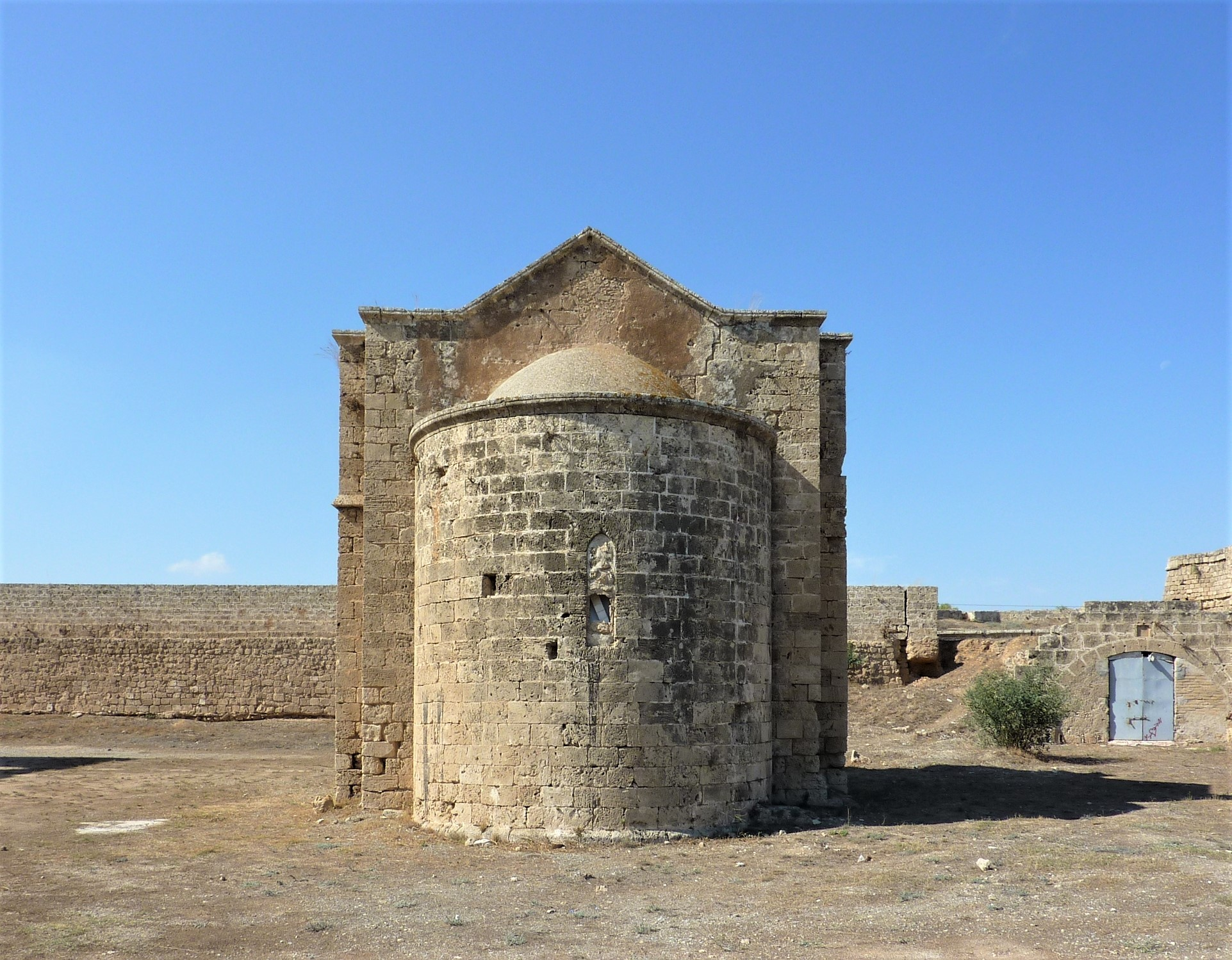
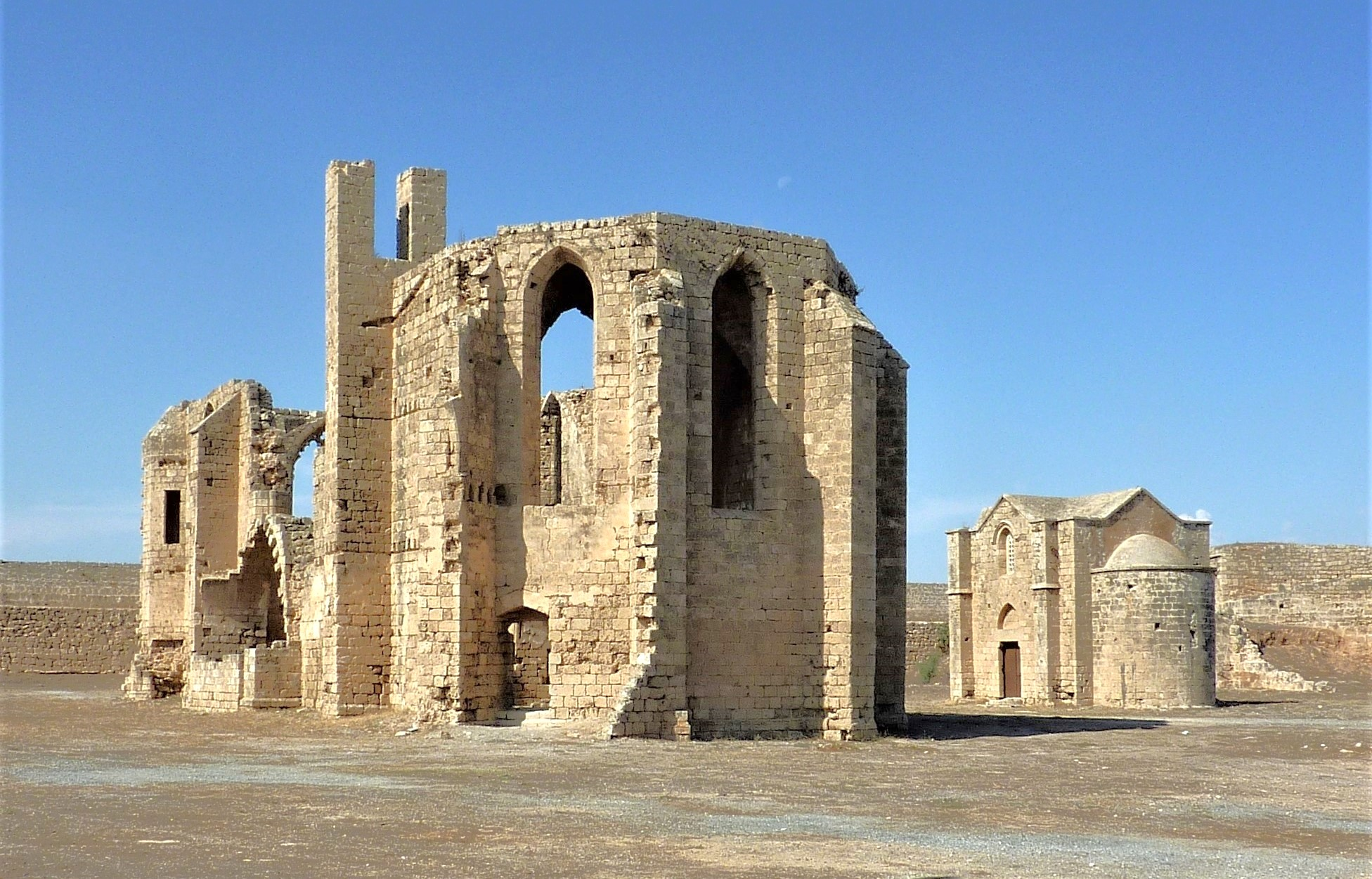
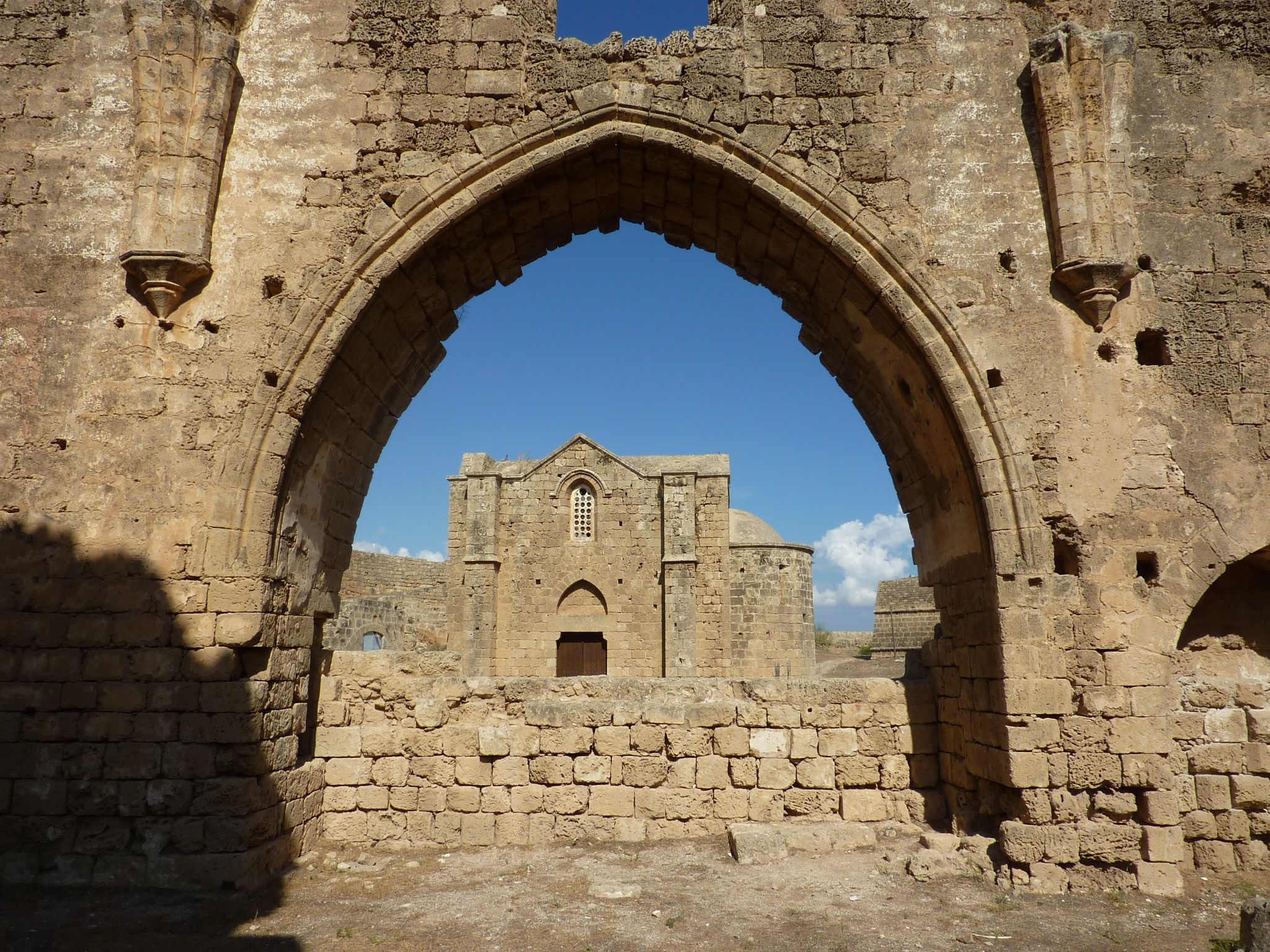